# Gottlieb Friedrich Ludloff
Gottlieb Friedrich Ludloff (* 18. März 1751 in Clingen; † 8. April 1825 in Sondershausen) war ein fürstlich-schwarzburgischer Regierungssekretär und Rat, Botenmeister und Leiter des Naturalienkabinetts in Sondershausen.

## Leben
Gottlieb Friedrich Ludloff war das zweite Kind von Johann Friedrich Ludloff. Er studierte Jura an der Friedrich-Schiller-Universität Jena und siedelte dann nach Sondershausen über. Dort wurde er Regierungssekretär und Botenmeister.
Er legte eine eigene Sammlung von Naturalien an und war ab ca. 1796 Aufseher, später Inspektor des Naturalienkabinetts von Fürst Günther Friedrich Carl I., dem er später bis zu seinem Tod als fürstlicher Rat vorstand.
Um 1800 wurden Untersuchungen und Experimente am Püstrich von Sondershausen unter seiner Aufsicht ausgeführt.
Gottlieb Friedrich Ludloff war verheiratet und hatte sechs Kinder. Er war der Bruder von Friedrich Carl Ludloff und der Vater von Gottlieb Wilhelm Ludloff.

## Werk
- Systematisches Verzeichnis des Naturalienkabinetts mit einem Anhang von künstlerischen und antiquarischen Sachen, 1796